# Trú Mã Điếm
Trú Mã Điếm (tiếng Trung: 驻马店市) là một địa cấp thị của tỉnh Hà Nam, Trung Quốc. 

## Các đơn vị hành chính

### Các quận nội thành
- Dịch Thành (驿城区)

### Các huyện
- Xác Sơn (确山县),
- Tân Thái (新蔡县)
- Thượng Thái (上蔡县),
- Tây Bình (西平县)
- Bí Dương (泌阳县),
- Bình Dư (平舆县)
- Nhữ Nam (汝南县),
- Toại Bình (遂平县)
- Chính Dương (正阳县)